# Rötha
Rötha – miasto w Niemczech, w kraju związkowym Saksonia, w powiecie Lipsk (do 31 lipca 2008 w powiecie Leipziger Land), do 31 lipca 2015 siedziba wspólnoty administracyjnej Rötha. Do 29 lutego 2012 należało do okręgu administracyjnego Lipsk.
1 sierpnia 2015 do miasta przyłączono gminę Espenhain, która stała się automatycznie jego dzielnicą.

## Geografia
Rötha leży nad rzeką Pleiße, ok. 15 km na południe od Lipska.

## Współpraca
- Murrhardt, Badenia-Wirtembergia

## Urodzeni w mieście
- Otto Heinrich von Friesen – królewsko-polski i elektorsko-saski rzeczywisty tajny radca, pierwszy minister Elektoratu Saksonii